# 香港寬頻bbTV
香港寬頻bbTV（英語：HKBN bbTV）於2003年啟播，2017年1月1日停播，是香港的收費電視台之一，前稱香港寬頻電視及香港寬頻數碼電視，是香港寬頻有限公司之全資附屬公司香港寬頻網絡有限公司（「香港寬頻」）所提供的服務之一，以私有的自家寬頻網絡技術傳送電視訊號。
由於香港寬頻數碼電視獲廣播事務管理局界定為互聯網電視，所以毋需領取電視台牌照，亦不受《廣播條例》監管，只受《淫褻及不雅物品管制條例》監管。

## 歷史
2003年8月，「香港寬頻電視」啟播。
2005年，香港寬頻電視更名為「香港寬頻數碼電視」，同時與美亞電視合作引入多個香港電影台，以「煲戲煲劇的至強選擇」作號召，並將舊有的動畫、劇集、電影共「八大頻道」大肆宣傳。
2007年5月，香港寬頻數碼電視更名為「香港寬頻bbTV」，同時引入AXN、半島電視台、MGM等多個外國頻道，並衝著香港有線電視而來以「無需有線，一樣精彩」作宣傳口號（但比較兩者的頻道組合，bbTV的頻道與有線其實不盡相同），為消費者提供另一個相對廉宜的收費電視平台選擇。
2008年，香港寬頻bbTV推出可收看無綫電視及亞洲電視高清節目之機頂盒，以配合地面電視數碼廣播。但有關高清節目乃透過大氣電波及大廈公共天線，而非bbTV平台播放。
2012年，原香港寬頻主席王維基出售香港寬頻予CVC Capital Partners。2017年1月1日，香港寬頻bbTV停止服務，結束近14年的業務。
自2012年香港寬頻賣盤後直到2017年停止服務，香港寬頻為了減省資源，取消了多條頻道。除301台KidsCo是全球停播外，其他取消的頻道是和頻道供應商取消續約，及停止購買片集和自製內容。

## 曾播放頻道
| 停播時間       | 停播前台號 | 頻道名（譯名）                              | 停播原因                                             |
| -------------- | ---------- | ------------------------------------------- | ---------------------------------------------------- |
| 不詳           | 12         | 美亞電視1台（香港影視台）                   | 合約結束                                             |
| 不詳           | 28         | 香港體育台                                  | 因香港寬頻電視縮減製作開支而停播                     |
| 不詳           | 30         | 蓮花衛視                                    | 合約結束                                             |
| 不詳           | 41         | CBN                                         | CBN結業                                              |
| 不詳           | 27         | Eurosportnews                               | 合約結束                                             |
| 不詳           | 13         | 香港電影台                                  | 合約結束                                             |
| 不詳           | 708        | 新疆衛視                                    | 合約結束                                             |
| 不詳           | 203        | 自選新聞台                                  | 因香港寬頻電視縮減製作開支而停播                     |
| 不詳           | 906        | 即時新聞                                    | 因香港寬頻電視縮減製作開支而停播                     |
| 不詳           | 910        | 波盤台                                      | 因香港寬頻電視縮減製作開支而停播                     |
| 2006年12月31日 | 57         | 法語世界                                    | 合約結束                                             |
| 2007年10月2日  | 709        | 內蒙古衛視（蒙語）                          | 合約結束                                             |
| 2008年4月1日   | 9/504      | 東亞衛視                                    | 東亞衛視結業                                         |
| 2008年12月1日  | 49/507     | 知性（遊）台                                | 合約結束                                             |
| 2008年12月1日  | 19/100/754 | 大韓影院                                    | 香港寬頻bbTV庫存的韓劇播映權期限已屆滿，並已全部播完 |
| 2009年         | 59/752     | Net-25                                      | 合約結束                                             |
| 2009年2月9日   | 506        | 健康生活台                                  | 合約結束                                             |
| 2009年12月     | 602        | 會考A台                                     | 合約結束                                             |
| 2010年         | 709        | 內蒙古衛視（漢語）                          | 合約結束                                             |
| 2012年         | 408        | 自選劇場2台                                 | 因香港寬頻電視縮減製作開支而停播                     |
| 2012年2月27日  | 714        | 湖南衛視國際頻道                            | 合約結束                                             |
| 2012年3月4日   | 101        | 9-in-1總覽台                                | 因香港寬頻bbTV大量刪減頻道而停播                     |
| 2012年3月4日   | 102        | 16-in-1總覽台（1）                          | 因香港寬頻bbTV大量刪減頻道而停播                     |
| 2012年3月4日   | 103        | 16-in-1總覽台（2）                          | 因香港寬頻bbTV大量刪減頻道而停播                     |
| 2012年5月26日  | 303        | 國家地理野生頻道（Nat Geo Wild）            | 合約結束                                             |
| 2012年5月26日  | 305        | 國家地理悠人頻道（Nat Geo people）          | 合約結束                                             |
| 2012年5月26日  | 306        | 國家地理頻道（National Geographic Channel） | 合約結束                                             |
| 2012年5月26日  | 901        | 國家地理挑戰賽                              | 合約結束                                             |
| 2012年11月22日 | 603        | 興趣台                                      | 因香港寬頻電視縮減製作開支而停播                     |
| 2012年11月22日 | 908        | 星相館                                      | 因香港寬頻電視縮減製作開支而停播                     |
| 2012年11月22日 | 909        | 收聽直播站                                  | 因香港寬頻電視縮減製作開支而停播                     |
| 2013年5月6日   | 907        | QPI報價王                                   | 因需求及使用率偏低而終止服務                         |
| 2013年6月26日  | 704        | 遼寧衛視                                    | 合約結束                                             |
| 2013年5月4日   | 755        | KBS World                                   | 合約結束                                             |
| 2013年6月27日  | 754        |                                             | 合約結束                                             |
| 2013年9月1日   | 200        | 香港新聞台                                  | 合約結束                                             |
| 2014月1月1日   | 311        | Disney Channel                              | 合約結束                                             |
| 2014月1月1日   | 312        |                                             | 合約結束                                             |
| 2014年1月30日  | 301        |                                             | 收到供應商通知KidsCo全球停播。                       |
| 2014月4月1日   | 412        | tvN                                         | 合約結束                                             |
| 2014月4月1日   | 300        | Animax                                      | 合約結束                                             |
| 2014月4月1日   | 304        | AXN                                         | 合約結束                                             |
| 2014月4月1日   | 309        |                                             | 合約結束                                             |
| 2014月4月1日   | 310        | 索尼台                                      | 合約結束                                             |
| 2014月4月1日   | 902        | Animax極上對決                              | 合約結束                                             |
| 2014月4月1日   | 707        | 浙江衛視                                    | 合約結束                                             |
| 2014月4月1日   | 711        | 重慶國際                                    | 合約結束                                             |
| 2015年3月19日  | 323        |                                             | 合約結束                                             |
| 2015年4月1日   | 753        |                                             | 合約結束                                             |
| 2015年8月1日   | 313        | Discovery Channel                           | 合約結束                                             |
| 2015年8月1日   | 314        | Animal Plannet                              | 合約結束                                             |
| 2015年8月1日   | 315        | Discovery Science                           | 合約結束                                             |
| 2015年8月1日   | 316        | DMAX                                        | 合約結束                                             |
| 2015年8月1日   | 317        | TLC                                         | 合約結束                                             |
| 2015年8月1日   | 318        |                                             | 合約結束                                             |
| 2015年8月1日   | 324        | Discovery Kids                              | 合約結束                                             |
| 2015年9月1日   | 307        |                                             | 因香港寬頻電視縮減製作開支而停播                     |
| 2015月10月19日 | 418        | 皇牌自選影院（亞洲劇情）                    | 因香港寬頻電視縮減製作開支而停播                     |
| 2015月10月19日 | 419        | 皇牌自選影院（亞洲至激）                    | 因香港寬頻電視縮減製作開支而停播                     |
| 2015月10月19日 | 420        | 皇牌自選影院（亞洲合家歡）                  | 因香港寬頻電視縮減製作開支而停播                     |
| 2015月10月19日 | 421        | 皇牌自選影院（激情）                        | 因香港寬頻電視縮減製作開支而停播                     |
| 2015月10月19日 | 422        | 皇牌自選影院（至激）                        | 因香港寬頻電視縮減製作開支而停播                     |
| 2015月10月19日 | 423        | 皇牌自選影院（合家歡）                      | 因香港寬頻電視縮減製作開支而停播                     |
| 2016年1月1日   | 201        | 公共資訊台                                  | 因香港寬頻電視縮減製作開支而停播                     |
| 2016年1月1日   | 202        | 直播資訊台                                  | 因香港寬頻電視縮減製作開支而停播                     |
| 2016年1月1日   | 322        |                                             | 合約結束                                             |
| 2016年1月1日   | 400        | 香港電影1台                                 | 因香港寬頻電視縮減製作開支而停播                     |
| 2016年1月1日   | 401        | 香港電影2台                                 | 因香港寬頻電視縮減製作開支而停播                     |
| 2016年1月1日   | 405        | 劇集1台                                     | 因香港寬頻電視縮減製作開支而停播                     |
| 2016年1月1日   | 406        | 劇集2台                                     | 因香港寬頻電視縮減製作開支而停播                     |
| 2016年1月1日   | 407        | 自選劇場1台                                 | 因香港寬頻電視縮減製作開支而停播                     |
| 2016年4月1日   | 319        | DIVA                                        | 合約結束                                             |
| 2016年4月1日   | 320        | Syfy Channel                                | 合約結束                                             |
| 2016年4月1日   | 321        | Universal Channel                           | 合約結束                                             |
| 2016年9月1日   | 733        | Bloomberg Television                        | 合約結束                                             |
| 2016年10月20日 | 409        | 數碼點播頻道                                | 因香港寬頻電視縮減製作開支而停播                     |
| 2017年1月1日   | 100        | 預告台                                      | 隨香港寬頻bbTV服務結束而停播                         |
| 2017年1月1日   | 104        | 節目                                        | 隨香港寬頻bbTV服務結束而停播                         |
| 2017年1月1日   | 105        | 情報站                                      | 隨香港寬頻bbTV服務結束而停播                         |
| 2017年1月1日   | 302        | Nickelodeon                                 | 隨香港寬頻bbTV服務結束而停播                         |
| 2017年1月1日   | 308        |                                             | 隨香港寬頻bbTV服務結束而停播                         |
| 2017年1月1日   | 325        | 東森亞洲幼幼台                              | 隨香港寬頻bbTV服務結束而停播                         |
| 2017年1月1日   | 402        | 環球影院1台                                 | 隨香港寬頻bbTV服務結束而停播                         |
| 2017年1月1日   | 403        | 環球影院2台                                 | 隨香港寬頻bbTV服務結束而停播                         |
| 2017年1月1日   | 404        | AMC                                         | 隨香港寬頻bbTV服務結束而停播                         |
| 2017年1月1日   | 408        | 天映經典頻道                                | 隨香港寬頻bbTV服務結束而停播                         |
| 2017年1月1日   | 410        | 終極動作台                                  | 隨香港寬頻bbTV服務結束而停播                         |
| 2017年1月1日   | 411        | THRILL驚慄電影台                            | 隨香港寬頻bbTV服務結束而停播                         |
| 2017年1月1日   | 413        | 中國電影頻道                                | 隨香港寬頻bbTV服務結束而停播                         |
| 2017年1月1日   | 500        | MTV China                                   | 隨香港寬頻bbTV服務結束而停播                         |
| 2017年1月1日   | 501        | 戲曲台                                      | 隨香港寬頻bbTV服務結束而停播                         |
| 2017年1月1日   | 502        | 鳳凰衛視中文台                              | 隨香港寬頻bbTV服務結束而停播                         |
| 2017年1月1日   | 503        | 東森亞洲衛視                                | 隨香港寬頻bbTV服務結束而停播                         |
| 2017年1月1日   | 504        | 今日食乜餸                                  | 隨香港寬頻bbTV服務結束而停播                         |
| 2017年1月1日   | 505        |                                             | 隨香港寬頻bbTV服務結束而停播                         |
| 2017年1月1日   | 507        | 鳳凰衛視香港台                              | 隨香港寬頻bbTV服務結束而停播                         |
| 2017年1月1日   | 508        | 中央電視台戲曲頻道                          | 隨香港寬頻bbTV服務結束而停播                         |
| 2017年1月1日   | 509        |                                             | 隨香港寬頻bbTV服務結束而停播                         |
| 2017年1月1日   | 510        | 優質生活台                                  | 隨香港寬頻bbTV服務結束而停播                         |
| 2017年1月1日   | 512        | 爆笑台                                      | 隨香港寬頻bbTV服務結束而停播                         |
| 2017年1月1日   | 600        | 補習1台                                     | 隨香港寬頻bbTV服務結束而停播                         |
| 2017年1月1日   | 601        | 補習2台                                     | 隨香港寬頻bbTV服務結束而停播                         |
| 2017年1月1日   | 604        | 數學世界                                    | 隨香港寬頻bbTV服務結束而停播                         |
| 2017年1月1日   | 700        | 廣東南方衛視                                | 隨香港寬頻bbTV服務結束而停播                         |
| 2017年1月1日   | 701        | 深圳衛視                                    | 隨香港寬頻bbTV服務結束而停播                         |
| 2017年1月1日   | 702        | 澳亞衛視                                    | 隨香港寬頻bbTV服務結束而停播                         |
| 2017年1月1日   | 703        | 雲南衛視                                    | 隨香港寬頻bbTV服務結束而停播                         |
| 2017年1月1日   | 705        | 廣西衛視                                    | 隨香港寬頻bbTV服務結束而停播                         |
| 2017年1月1日   | 706        | 黑龍江衛視                                  | 隨香港寬頻bbTV服務結束而停播                         |
| 2017年1月1日   | 710        | 陝西衛視                                    | 隨香港寬頻bbTV服務結束而停播                         |
| 2017年1月1日   | 712        | 河南衛視                                    | 隨香港寬頻bbTV服務結束而停播                         |
| 2017年1月1日   | 713        | 江蘇衛視                                    | 隨香港寬頻bbTV服務結束而停播                         |
| 2017年1月1日   | 715        | 東方衛視                                    | 隨香港寬頻bbTV服務結束而停播                         |
| 2017年1月1日   | 716        | 大愛電視                                    | 隨香港寬頻bbTV服務結束而停播                         |
| 2017年1月1日   | 717        | 人間衛視                                    | 隨香港寬頻bbTV服務結束而停播                         |
| 2017年1月1日   | 718        | 道通天地                                    | 隨香港寬頻bbTV服務結束而停播                         |
| 2017年1月1日   | 719        | 創世電視                                    | 隨香港寬頻bbTV服務結束而停播                         |
| 2017年1月1日   | 720        | 好消息2台                                   | 隨香港寬頻bbTV服務結束而停播                         |
| 2017年1月1日   | 729        | 中央電視台新聞頻道                          | 隨香港寬頻bbTV服務結束而停播                         |
| 2017年1月1日   | 730        | 中央電視台中文國際頻道                      | 隨香港寬頻bbTV服務結束而停播                         |
| 2017年1月1日   | 731        | 鳳凰衛視資訊台                              | 隨香港寬頻bbTV服務結束而停播                         |
| 2017年1月1日   | 732        | 東森亞洲新聞台                              | 隨香港寬頻bbTV服務結束而停播                         |
| 2017年1月1日   | 734        | 亞洲新聞台                                  | 隨香港寬頻bbTV服務結束而停播                         |
| 2017年1月1日   | 735        |                                             | 隨香港寬頻bbTV服務結束而停播                         |
| 2017年1月1日   | 736        | 中國環球電視網                              | 隨香港寬頻bbTV服務結束而停播                         |
| 2017年1月1日   | 737        | 英語頻道                                    | 隨香港寬頻bbTV服務結束而停播                         |
| 2017年1月1日   | 738        | 法語頻道                                    | 隨香港寬頻bbTV服務結束而停播                         |
| 2017年1月1日   | 750        | 中國環球電視網法語頻道                      | 隨香港寬頻bbTV服務結束而停播                         |
| 2017年1月1日   | 751        |                                             | 隨香港寬頻bbTV服務結束而停播                         |
| 2017年1月1日   | 752        |                                             | 隨香港寬頻bbTV服務結束而停播                         |
| 2017年1月1日   | 900        | 服務台                                      | 隨香港寬頻bbTV服務結束而停播                         |
| 2017年1月1日   | 904        | 電影                                        | 隨香港寬頻bbTV服務結束而停播                         |
| 2017年1月1日   | 905        | 天氣報告                                    | 隨香港寬頻bbTV服務結束而停播                         |

## 外部連結
- 香港寬頻bbTV網站
- 香港寬頻bbTV YouTube頻道 （页面存档备份，存于）